# Sally Gross
Sally Gross, née Selwyn Gross le 22 août 1953 et morte le 14 février 2014, est une militante anti-apartheid et intersexe. Elle membre du Congrès national africain à l'époque de l'apartheid et fondatrice d'Intersex South Africa.

## Biographie

### Enfance et diagnostic
Elle naît le 22 août 1953 dans une famille juive et identifiée de sexe masculin,. En 1993, à l'âge de 40 ans, elle est officiellement diagnostiquée comme ayant une variation intersexuée. Elle est alors reclassée comme femme.

### Religion et vie privée
Elle est baptisée dans le catholicisme en 1976. Elle fuit l'Afrique du Sud en mai 1977, sur les conseils de ses collègues du Congrès national africain, pour s'installer au Botswana.[réf. nécessaire]
Plus tard, elle s'installe en Israël chez ses parents avant de rejoindre l'Ordre dominicain à Oxford, en Angleterre, en 1981.[réf. nécessaire] Elle est ordonnée diacre vers 1985 et prêtre en 1987, puis enseigne la théologie morale et l'éthique à Blackfriars à Oxford. Elle est titulaire d'une maîtrise de l'Université d'Oxford. En 1987, Gross est déléguée à une conférence de l'ANC, dirigée par Thabo Mbeki, à Dakar, au Sénégal.
Gross obtient la nationalité israélienne mais perd d'abord sa nationalité sud-africaine pendant son séjour en tant que réfugiée avant son rétablissement en 1991.
Au début des années 1990, elle commence à se poser des questions autour de son corps et de son identité. Elle prend un congé de l'Ordre dominicain et déménage à Eastbourne en Angleterre.
Un an plus tard, son statut clérical lui est retiré et elle se considère comme retirée de la communion avec l'Église. Elle trouve ensuite un foyer spirituel dans la Société religieuse des amis (Quakers) et dans le bouddhisme.[réf. nécessaire]
Son retour en Afrique du Sud est compliqué par la perte de sa citoyenneté pendant l'époque de l'apartheid et par son changement de classification sexuelle. 
Ayant obtenu un passeport avec une description de sexe masculin en 1991, ses demandes pour un passeport avec une description de sexe féminin sont transmises au ministère de l'Intérieur et de la Santé des sud-africains. Elle obtient finalement un passeport et un certificat de naissance avec des marqueurs de sexe féminin.

### Activisme
Gross est l'une des fondatrices d'Intersex South Africa, une organisation communautaire intersexe autonome affiliée à l'Organisation Intersex International. En 2000, elle obtient la première mention connue de l'intersexualité dans la législation nationale, avec l'inclusion de « l'intersexualité » dans la définition du « sexe » dans la loi anti-discrimination de la République d'Afrique du Sud. Depuis lors, elle contribue à la rédaction de lois, sur la modification des descripteurs de sexe et la promotion de l’égalité.
Gross est une conférencière publique sur les questions intersexuées et elle est interviewée, en septembre 2009, par le BBC World Service sur l'intersexualité et l'affaire Caster Semenya.[réf. nécessaire]
Elle participe également au premier Forum international intersexe en 2011 et apparaît dans le documentaire Intersexion. Via Skype, en mars 2013, Gross présente un article intitulé Not in God's Image: Intersex, Social Death and Infanticide (« Pas à l'image de Dieu : intersexe, mort sociale et infanticide ») lors d'une conférence sur l'intersexe, la théologie et la Bible, organisée par Religion and Civil Society Network de l'Université de Manchester.[réf. nécessaire]

## Décès
Gross meurt seule dans son appartement du Cap le 14 février 2014. Dans les nécrologies de l'Organisation Intersex International, de l'Intersex Trust Aotearoa New Zealand et du journal Star Observer, Gross est considérée comme une défenseure douce, courageuse et une mentor.

### Note
- (en) Cet article est partiellement ou en totalité issu de l’article de Wikipédia en anglais intitulé « Sally Gross » (voir la liste des auteurs).